# Belgian Cushman
Belgian Cushman war eine belgische Fahrzeugmarke.

## Unternehmensgeschichte
Das Unternehmen Ateliers de Fontaine-l’Eveque, dem Namen nach aus Fontaine-l’Évêque, erwarb 1950 eine Lizenz von Cushman Motor Works. 1951 begann die Produktion von Motorrollern und dreirädrigen kleinen Nutzfahrzeugen. 1954 entstand auch ein Kleinstwagen, der ein Prototyp blieb. Etwa 1958 endete die Produktion.

## Fahrzeuge
Die Motorroller entstanden nach Cushman-Lizenz.
Der 1954 vorgestellte Kleinstwagen basierte technisch auf den Motorrollern. Er hatte einen Viertaktmotor mit 295 cm³ Hubraum. Die Karosserie bot Platz für zwei Personen.